# 青木悠人
青木 悠人（あおき ゆうと 1984年7月11日- ）は日本の陸上競技選手。
小中学校では野球をしていた。中学の時にハードルで四国大会2位となり、高校から陸上競技に転向することを決意、陸上部のある徳島県立富岡東高等学校へ進学した。早稲田大学スポーツ科学部に進学、大学卒業後はMESSIAS TCに所属している。
北京オリンピックの代表選考会である2008年の日本陸上競技選手権大会の110メートルハードルでは準決勝で1位となったが、決勝でハードルを引っかけて転倒、棄権した。同年9月23日に川崎市等々力陸上競技場で行われたスーパー陸上の110メートルハードルでは14秒16で7位となった。
大学卒業後は徳島県で教員となった。2010年6月の日本陸上競技選手権大会の110メートルハードルで自己ベストの13秒66をマークして2位、同年広州市で行われたアジア競技大会に出場、7位となっている。